# Georges Paul Leroux
Pour les articles homonymes, voir Leroux.

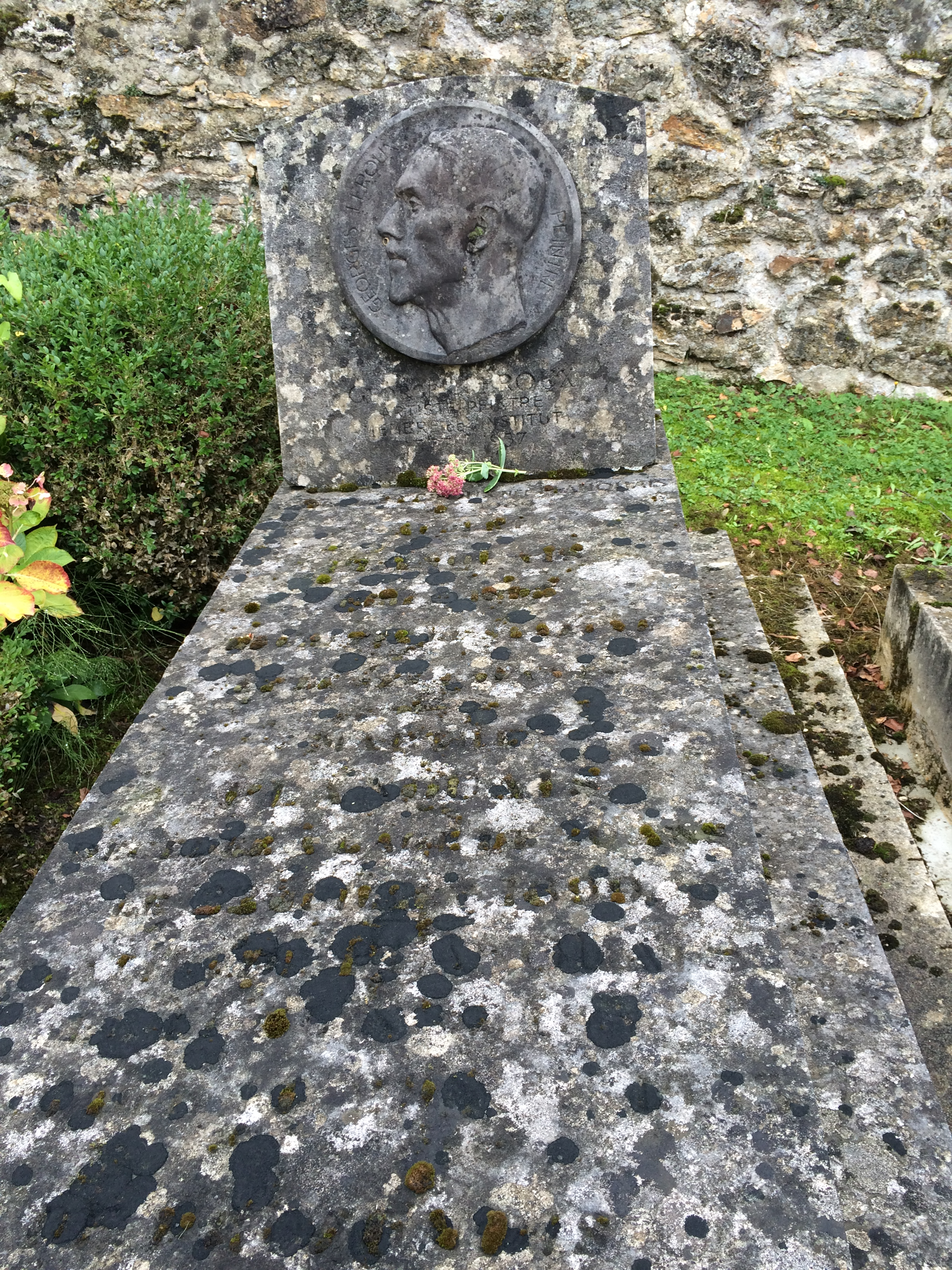
Sépulture de Georges Leroux au cimetière de Jouy-en-Josas.

Georges Paul Leroux, né le 3 août 1877 et mort le 16 février 1957, est un peintre français, prix de Rome de peinture de 1906.
Son frère aîné est le peintre et illustrateur Auguste Leroux (1871-1954), également prix de Rome de peinture, en 1894.

## Biographie

### Enfance et apprentissage
Georges Paul Leroux est né à Paris 6e le 3 août 1877. Son père, Gustave Ferdinand Leroux, normand de souche, éditeur d’estampes, s’était établi à Paris, au 43 rue Saint-André-des-Arts. La famille trouve ses racines dans les environs de Coutances (Manche), plus précisément dans le petit village de Trelly.
Attachés à leurs racines normandes, Georges et son frère Auguste viennent chaque année à Trelly et dans ses environs peindre et dessiner (Verger normand ; La Vallée de la Bonde), (L'Église de Trelly) ; (Les Laveuses - Gavray - 1903), portraits de famille, , etc.
Après la Grande Guerre, Georges Leroux réalise une importante huile pour la mairie de Trelly (Aux Soldats du pays de mon père morts pour la France), en hommage aux Trelliais morts au combat.
En 1898, il effectue son service militaire à Chartres au 130e régiment d'infanterie. Durant ses permissions, il visite la ville et dessine fréquemment la cathédrale. Un jour, sur le parvis, il rencontre le peintre Paul Jouve (1878-1973). Ce fut le début d'une très longue et fidèle amitié.
De retour à Paris, il s'inscrit à l’École nationale supérieure des arts décoratifs, puis admis à l’École des beaux-arts de Paris, il entre à l'atelier de Léon Bonnat (1833-1922) et étudie la peinture et le dessin.
À l’École, il remporte mentions et médailles. Il remporte le second grand prix de Rome de 1904 (Hérode fait présenter à Salomé la tête de Saint Jean-Baptiste), puis le grand prix de Rome de 1906 avec La Famille dans l’Antiquité - (conservé à l’École nationale supérieure des beaux-arts). C'est probablement à cette époque qu'il fait la connaissance d'Émile Aubry (1880-1964), qui devient par la suite son compagnon de guerre au 302e régiment d'infanterie.
Ses œuvres de jeunesse évoquent la vie parisienne : Le Concert rouge (1901), À la Gaîté Montparnasse (1905), Le Chansonnier Legay au cabaret - Les Noctambules (1906), Le Moulin de la Galette (1905), Le Cirque Zanfretta, , etc.). Pour l’Exposition universelle de 1900, il reçoit commande d’une affiche pour le Palais de l’Optique : La Grande Lunette de 1900.
Il part pour Rome où il est pensionnaire à la Villa Médicis de janvier 1907 à décembre 1909. Il conserve de ce séjour un profond attachement pour l'Italie. Il y retourne pratiquement chaque année pour y peindre la campagne romaine, la Toscane, l'Ombrie, Florence… Ses voyages le pousseront jusqu'en Sicile.

### La Grande Guerre
C’est au 302e d’infanterie que Georges Leroux est mobilisé en 1914. Il servira dans le nord et l’est de la France, ainsi qu'en Belgique. Régiment de réserve de la région de Paris (rattaché au 102ème Régiment d'Infanterie), le 302e R.I. est mobilisé à Chartres du 2 au 9 août 1914.
D'août à septembre 1914, il est affecté à la 54e Division d'Infanterie de réserve (3e Armée, Quartier Général à Verdun) avec laquelle il combat, du 20 au 30 août, dans la Meuse. Après la retraite de l'Armée française, il participe ensuite, du 6 au 9 septembre 1914, à la bataille de la Marne.
En 1915, il combat dans la Meuse et en Argonne : en février et mars, dans le secteur des Éparges puis, en avril, on le retrouve tout près de là, dans le secteur de la Woëvre où il participe aux combats de Lamorville et Regnéville-sur-Meuse. Le régiment est dissous le 31 mai 1916.
Il sera ensuite affecté aux sections de camouflage (militaire) sous le commandement de Lucien-Victor Guirand de Scevola.
Au front, malgré les combats, il poursuit son travail d’artiste et ses dessins, gouaches et aquarelles publiées dès 1915 dans L'Illustration révèlent un tout autre aspect tragique et douloureux de son œuvre, à l’opposé des paysages édéniques de l’Italie.
Sa participation active et courageuse aux combats lui vaut d'être l'objet de deux citations et de recevoir la Croix de Guerre.
La fin des conflits et le rétablissement de la paix ne feront pas oublier à l'artiste ces terribles années. En effet, après 1918, il se situe comme l'un des évocateurs les plus réalistes et les plus vrais des drames de la guerre et cette production guerrière et héroïque lui vaut une grande notoriété.

### L'Institut
En 1920, il obtient le prix Jean-Jacques-Henner.
En 1924, il devient membre du jury de la Société des artistes français. Il est nommé chevalier de la Légion d'honneur en 1926.
Il est élu membre de l’Institut de France le 26 novembre 1932 (fauteuil IV),. Il remplace Jean-Pierre Laurens (1875-1932).
En 1934, il est chargé de représenter l'Académie des beaux-arts au Canada pour le quatrième centenaire de la découverte du Canada par Jacques Cartier. Avant de regagner la France, il fait un court séjour à New York.
En janvier 1935, il est nommé professeur de dessin d’imitation à l'École polytechnique. La même année, en décembre 1935, Georges Leroux est chargé de représenter l’Académie des beaux-arts aux Antilles, à la suite du président Albert Sarraut pour le troisième centenaire de la prise de possession des îles par Pierre Belain d'Esnambuc.
Il participe à l'Exposition spécialisée de 1937 qui se tient à Paris du 25 mai au 25 novembre. Il réalise des peintures pour le Pavillon du Bois ainsi que pour celui de l'Art français.
En 1940, l'École polytechnique s'étant repliée sur Lyon, il s'installe dans la banlieue lyonnaise. Il revient à Paris en 1943.
En 1945, Georges Leroux devient président de l'Institut. (Emmanuel Pontremoli souvent absent est remplacé dans la pratique par Georges Leroux).
Il achète alors une maison à Meudon. Il y restera jusqu'à la fin de ses jours. Il peint les environs de Meudon, beaucoup de natures mortes (Bouquet de roses, Capucines, etc.).
En 1951, il retourne une dernière fois en Italie. Comme le note Nicolas Untersteller dans l'oraison funèbre du peintre : « en 1951, la nostalgie de l'Italie l'emporte et il repart encore pour Rome ; le fruit de son travail décore le salon de l'ambassade d'Italie à Paris ».
Son frère, Auguste, meurt le 26 mars 1954. Georges collabore à la rétrospective Auguste Leroux organisée au Grand Palais du 21 mai au 12 juin 1955.
En 1956, il reçoit des mains de l'ambassadeur d'Italie à Paris, les insignes de commandeur de l'ordre "Al Merito Della Republica".
Georges Leroux meurt à Paris 14e le 16 février 1957. Ses funérailles ont lieu en l'église Saint-Germain-des-Prés à Paris et son oraison funèbre est prononcée par Nicolas Untersteller, président de l'Institut. Il repose dans la partie haute du cimetière de Jouy-en-Josas. Sa sépulture est ornée de son portrait en médaillon en bronze par le sculpteur Louis Prost.
Georges Cheyssial succède à Georges Leroux à l'Institut de France et prononce lors de son discours d'investiture, un hommage à l'artiste disparu.

### Vie familiale
Il se marie avec Gabrielle Mathilde Planquais dite « Gilson », à Meudon, le 16 novembre 1915. Ils n'auront pas d'enfants.

## Œuvres

### Peintures
- 1904 - Salon des artistes français : Les études classiques de la Peinture - triptyque - (3e Médaille)
- 1904 - Second Grand Prix de Rome : Hérode fait présenter à Salomé la tête de Saint Jean-Baptiste[16] - Musée des beaux-arts de Tours
- 1905 - Salon des artistes français : La gaité Montparnasse
- 1906 - Grand Prix de Rome : La famille dans l’Antiquité - conservé à l’école nationale supérieure des beaux-arts
- 1909 - Salon des artistes français. Envoi de Rome : Les Baigneurs du Tibre - conservé au musée départemental de Beauvais[17] ;
- 1910 - Salon des artistes français. Envoi de Rome : La Villa Borghése à Rome - triptyque[18] (acquis par M. Lazare Weiller - Sénateur)
- 1911 - Salon des artistes français. Dernier envoi de Rome : La promenade du Pincio à Rome[19] - triptyque - Seconde Médaille H.C
- 1912 - Diner dans une villa romaine[20] ; - Villa Médicis - Tableau acquis par un américain (Los-Angeles)[21]
- 1913 - Salon des artistes français - Tivoli[22] ; - Le Bois sacré, campagne romaine[23] ; - sont acquis par l'État. "Prix Meurand" de l'Institut, en dépôt au musée de l'Ardenne.
- 1914 - Salon des artistes français. Le grand bassin au jardin du Luxembourg[24] ; - triptyque, (4 m × 1,3 m) acquis par l’État. Actuellement exposé au palais du Luxembourg (sénat), dans la salle de réunion de la Commission des Affaires Culturelles ;

Il est mobilisé au 302e d’infanterie.

En 1939, alors que la guerre menaçait de recommencer avec l'Allemagne, le tableau de Leroux reflétait un sentiment pacifiste. À cette époque, le cinéma et la chanson populaire expriment aussi des idées contre la guerre, ce qui montre à quel point la mémoire de la Première Guerre mondiale était encore présente.
Exposé en 1939, au moment où la guerre recommençait avec l’Allemagne, le tableau de Leroux participe de l’ambiance pacifiste de l’époque, si sensible dans le cinéma (Prévert, Renoir, Carné) et dans la chanson populaire (Fréhel, Marie Dubas
- vers 1918 - Le général Dubail décore de la croix de guerre le drapeau du 42e d’infanterie le 20 mars 1916 - 1,47 m × 0,99 m - actuellement au Musée de la Légion d'honneur à Paris. (Hist : Coll. Georges Wildenstein, don au musée en 1926).
- 1919 - Salon des artistes français. Les Vainqueurs[25] - Acquis par les Établissements Gaumont, puis placé au musée du Luxembourg[26] ;
- 1920 - Vue de Fiesole (1,02 × 0,76 m) - Collection du Musée national d'Art moderne - Centre Georges-Pompidou ; Achat de l'État en 1926 ;
- 1920 - Au bord du cratère du Vésuve[27],[28] ; (1,00 × 0,85 m) - Musée des beaux-arts de Brest - don de Mme Pierre Massenet[29], 1974 ; Exp : 1933, Madrid ;
- 1920 - Salon des artistes français. Le Dernier Communiqué, (Prix Henner), triptyque de 5 m de long, est acquis par la ville de Paris et exposé au Petit Palais ;
- 1921 - Salon des artistes français. L’Enfer[30], est acquise par M. Lovelace. Elle est actuellement à l’Imperial War Museum, à Londres[31].
- 1921 - Salon des artistes français. Paysage de guerre et Calme du matin ;
- 1921 - Décoration du salon de vente de Raymond Mallien, fourreur à Bruxelles, 40 place du Grand Sablon. Un grand panneau et 4 dessus de porte ; ces panneaux existent toujours. Ils représentent des animaux à fourrure ; On peut les voir car, depuis septembre 2014, les locaux sont occupés par la maison Ladurée
- 1922 : Salon des Artistes français. Paysage Provençal : Roquemartine [32] ;
- 1922 - Le jardin du Luxembourg, grand panneau décoratif pour le fumoir du Paquebot Paris (paquebot) de la Compagnie générale transatlantique. (détruit par un incendie en 1939);
- 1923 - Salon des artistes français. Le pays de l’Angelico (Fiesole)[33] ;
- 1924 - Salon des artistes français. Le Dernier Communiqué, repris et développé sur 20 m de long. (Localisation inconnue ?)[34];.
- 1925 - Décoration : La Danse à travers les âges, Frise de 17 m pour le Dancing des Noctambules, 9, Rue Champollion à Paris ;
- 1926 - Salon des artistes français. Sur les comédies de Molière;
- 1926 - La place de Fiesole est acquis par l'état et placé au Musée du Luxembourg;
- 1927 - Salon des artistes français. Paysage Florentin (acquis par un américain - Wisconsin) ;
- 1928 - Salon des artistes français. La Vendange en toscane[35] ;
- 1929 - Salon des artistes français. Le Lac du Bourget et le Revard - triptyque ; Tableau acquis par Antonin Brocard. (Demeuré dans la famille Brocard, il est évoqué par son fils dans son ouvrage "Antonin Brocard", p. 319. Ouvrage consacré à la vie de son père)[36].
- 1930 - Salon des Artistes Français. À la Science Française - triptyque (14 m de long) - Commande de la Ville de Paris pour la Bibliothèque de l'École nationale supérieure de chimie de Paris, rue Pierre Curie[37].
- 1931 - Salon des artistes français. Retour de vendange en Toscane - (San Gimignano) 1,96 m × 1,30 m[38] - Don de l’artiste en 1956 à l’ambassade d'Italie à Paris. Hôtel de Boisgelin, rue de Varenne. (Chancellerie, coursive du premier étage)[39].
- 1931 - Décoration de la Salle du Conseil de l’Hôtel de la Compagnie des messageries maritimes, 12, Boulevard de la Madeleine à Paris - Un grand panneau et 4 dessus de portes ;
- 1932 - La Grande allée de Saint-Cloud en automne - Musée des beaux-arts de Dijon -[40] ;
- 1932 - Vue générale de la ville d'Auch[41]. - Grand panneau pour la Salle à manger du Paquebot Jean Laborde, des Messageries maritimes[42]. ;
- 1932 - Vues du Roussillon - Dix panneaux pour la Salle à manger du paquebot Maréchal Joffre, des Messageries maritimes ;
- 1932 - Salon des artistes français. Les Soldats de 1918 : Les artilleurs, les fantassins, les cavaliers, les aviateurs ;
- 1932 - Salon des artistes français. Les Comédies de Molière - panneau pour le Normandie (paquebot) de la Compagnie générale transatlantique ;
- 1932 - Attelage dans la campagne romaine - musée des beaux-arts de Troyes ;
- 1933 - Salon des artistes français. L'Air, l'Eau, le Feu - triptyque sur 14 mètres de long - pour la Bibliothèque de l'École nationale supérieure de chimie de Paris, rue Pierre Curie[43].
- 1934 - Tristan dans la foret[44]. - Grand panneau pour le fumoir du Paquebot Paul Doumer, des Messageries maritimes ;
- 1934 - Vue d' Alger - Grand panneau pour le Paquebot Ville d' Alger, de la Compagnie générale transatlantique ;
- 1935 - Salon des artistes français. Rassemblement sous le bombardement[45] ;
- 1936 - Salon des artistes français. Athlètes à l'entrainement - conservé au Musée Départemental de Beauvais ; le hêtre pourpre.
- 1937 - pour l'Exposition internationale qui se tient à Paris (Exposition spécialisée de 1937), il réalise 9 panneaux (2 m × 0,80 m) : Les régions forestières de France pour le Pavillon du Bois (Eaux et Forets).Il obtient un Grand Prix. En outre, il peint 5 grands panneaux : Les métiers d' Art ( 5 m × 3 m) pour le Pavillon de l'UCAF (Union corporative de l'art français) ;
- 1938 - Salon des artistes français. Fin de la vie cachée[46] - Il se hâte vers le Jourdain - d'après "La Vie de Jésus" de François Mauriac. Tableau acquis en 2009 par le Musée Départemental de Beauvais;

- 1939 - Salon des artistes français. Aux Eparges, soldats enterrant leurs camarades au clair de lune. Avril 1915.[47] (183 cm × 262 cm) - musée national du château de Versailles[48]. Dernière peinture d'Histoire à entrer dans les collections du musée[49].La guerre de positions, qui a suivi la guerre de mouvements de l'été et de l'automne 1914, a mis fin à tout espoir de victoire  pour les soldats. Pendant la guerre , les hommes devaient se battre allongés dans la boue des tranchées, entourés de cadavres, de rats et de saletés. Cela a été particulièrement vrai lors des batailles de Verdun et de la Somme en 1916, ainsi que celle des Éparges. Les Éparges, qui surplombent la plaine de la Woëvre dans la Meuse, ont été le théâtre d'une guerre de mines meurtrière. Cette position était stratégique, car elle permettait de surveiller et d'attaquer la plaine. Elle est devenue un symbole du sacrifice des soldats français.
- 1941 - Portrait du sculpteur Louis Prost - 80 cm × 65 cm - Musée des Beaux-Arts de Lyon[50],[51] ;
- 1944 - L'Annonciation - (1,72 m × 1,23 m) - conservé au Musée Rolin à Autun[52].
- 1944 - Salon des artistes français. Exposition de 2 grands panneaux (6 m × 3 m) : Les Fables de La Fontaine  pour la décoration du réfectoire du lycée de jeunes filles de Lyon, place Edgar-Quinet. Prix Bonnat ;
- 1945 - Portrait du peintre animalier Paul Jouve, dédicacé : "À mon ami Jouve, Affectueusement"[53] ; - tableau conservé par l'Institut de France[54].
- 1946 - Commande de l'État pour la décoration du réfectoire du lycée de jeunes filles de Lyon (lycée Édouard-Herriot, 6 place Edgar-Quinet) - huit panneaux : Les Fables de La Fontaine ;
- 1947 - Salon des artistes français. Autoportrait - conservé au Musée Alphonse-Georges-Poulain à Vernon (Eure) - Natures mortes ;
- 1950 - Apollon et Daphné - 1,23 m × 1,95 m -  conservé au Musée Départemental de Beauvais ; don de Mme Pierre Massenet, 1976 ;
- 1950 - Dans la grande Galerie du Louvre[55]. Huile sur toile, 89 cm × 151 cm. Musée du Louvre, Paris[56], don de Mme Pierre Massenet, 1974 ;
- 1952 - Salon des artistes français. Matinée de printemps, Villa Borghése à Rome - 2,04 m × 1,24 m - Don de l’artiste en 1956 à l’Ambassade d'Italie à Paris. Hôtel de Boisgelin, rue de Varenne (Bureau Losavio)[57].
- 1953 - Salon des artistes français. La charité ou Saint Martin donnant la moitié de son manteau - Musée des beaux-arts de Tours, don de Mme Pierre Massenet, 1976 ;
- 1955 - Salon des artistes français. Portrait de ma petite nièce Martine et de son bébé ;
- 1956 - Salon des artistes français. Les Roses ;

### Dessins
- 1901 - Portrait de Paul Jouve. (crayon comté et lavis)[58];
- 1908 - Les curés rouges - Rome - Red Vicars Seen from the Promenade on the Pincian Hill  - conservé au Musée des beaux-arts de San Francisco ;
- 1908 - Publication de 30 Dessins de Georges Leroux sur Rome dans le Figaro Illustré - (envoi de Rome) -[59]
- de 1915 à 1918 - Très nombreux dessins de guerre publiés par le journal L'Illustration;
- 1930 - Portraits de Émile Roux[60]. Conservés au Musée Pasteur à Paris.
- Etudes classiques de la peinture, fusain sur trois feuilles de papier vergé assemblés, 27 x 56 cm[61]. Paris, Beaux-Arts[62].

### Illustrations
Georges Leroux a notamment illustré :
- 1904 : Aux Victimes de la guerre russo-japonaise, Paris, Éditions d'Art Édouard Pelletan (Imprimerie nationale), Texte écrit par un collectif d’artistes ; préface par Anatole France avec 1 composition par Georges Leroux : Ultima Ratio ;
- 1911 – Jeanne. H. Chabal, Au souffle du Khamsin, éditions P. E. Pelletan ;
- 1925 – Albert du Bois, Le secret de la Villa des trois cyprès (deux fascicules brochés), collection « La Petite illustration » ;
- 1927 – Anatole France, Le Puits de Sainte Claire , Œuvres Complètes Illustrées d’Anatole France, éditions Calmann Lévy, tome X ;
- 1930 – Alfred de Vigny, Stello, Alphone Lemerre éditeur ;
- 1930 – J.-H. Rosny aîné, Helgvor du fleuve bleu, Cent Centraux Bibliophiles ; gravure par Raoul Serres ; Tirage limité à 130 exemplaires, tous nominatifs ;
- 1932 – Gaston Chérau, L’Enfant du pays ; Éd. L'Illustration, revue La Petite Illustration (quatre fascicules brochés) ; no 561, 23 janvier 1932; no 562, 30 janvier 1932; no 563, 6 février 1932 ; no 564, 13 février 1932 ;
- 1933 – G.A Birmingham, L’Avoué disparu (3 fascicules brochés), collection « La Petite illustration » ;
- 1934 – Marcelle Tinayre, Château en Limousin (3 fascicules brochés), collection « La Petite illustration » ;
- 1935 – Poèmes du Docteur Bidon, Les Chants du poilu ;
- 1935 – Gabriel Hanotaux, Voyage au Canada : La mission Jacques Cartier. (préface de Gabriel Hanotaux, 18 dessins et portraits de M. Georges Leroux, de l'Académie des Beaux-Arts), Éditions de l'Atlantique ;
- 1937 – Rudyard Kipling, Sur le mur de la ville, Librairie Delagrave ;
- 1950 - Jean Racine, Théâtre complet, volumes I, II, et III, La Belle Édition, Paris ;

### Affiches
- 1900 - Le Palais de l’Optique : la Grande Lunette de 1900 - Exposition universelle de 1900[63]; Paris, Imprimerie Charles Verneau ;
- 1903 - Georges Leroux participe au fameux concours d'affiches lancé par la famille Violet pour la marque d'apéritif Byrrh. 112 artistes concourent.Il remporte le 6e prix, (66 Lauréats ex æquo). Son projet peint sur toile est exposé encore aujourd'hui dans le hall d'exposition des établissements Cusenier à Thuir[64].Une carte postale de l'affiche est imprimée en 1908 ;
- 1904 - Affiche pour la première de La fille de Roland d'Henri Rabaud à l'Opéra-Comique; Paris, Choudens, 1904 ;
- 1904 - Affiche politique : "La République Française" ; - 1870 - L’Œuvre de la Troisième République - 1904 ; Ce qu’elle a fait - Librairie Ch. DELAGRAVE - Paris, Imprimerie Belleville
- 1920 - Projet d'affiche pour armes et sports[65] - Collection du Musée national d'Art moderne - Centre Georges-Pompidou- don de Mme Pierre Massenet, 1975 ;
- 1920 - Madame Sans-Gêne - Projet d'affiche - Collection du Musée national d'Art moderne - Centre Georges-Pompidou - don de Mme Pierre Massenet, 1975 ;
- ? - Projet d'affiche : Hippodrome, boulevard de Clichy  - Collection du Musée Tavet-Delacour à Pontoise - don de Mme Pierre Massenet, 1973 ;

### Œuvres décoratives
- 1925 - Grand vase de Sèvres (1,30 m) : Le Dernier Communiqué ou Vase de la Grande Guerre, exposé lors de l'Exposition internationale des Arts décoratifs et industriels modernes (Pavillon de la Manufacture nationale de Sèvres)[66], commande de la Manufacture nationale de Sèvres pour Saint Louis des Invalides.
- 1925 - Grand vase de sévres : Vase dit des Jeux Olympiques, présenté à L'Exposition internationale des Arts décoratifs et industriels modernes, sur le thème du sport. , Collections du musée Carnavalet, Paris
- 1931 - 2 vases de sévres : Fêtes Provençales et Tauromachie Provençale - Collections de la Manufacture nationale de Sèvres
- 1933 - à la demande de Jean Ajalbert il réalise des Cartons de tapisserie pour la Manufacture de Beauvais : La Provence[67]. Mobilier composé de : 1 Canapé (La farandole), 4 Fauteuils (Arles, Avignon, Marseille, Nice), 8 Chaises. Bois de Léon Jallot. Ensemble faisant partie des Collections du Mobilier National[68]. ;
- 1934 - Carton de tapisserie pour la Manufacture de Beauvais : Un panneau de tapisserie Fête votive  tissé par la Manufacture de janvier 1934 à janvier 1936[69]
- 1935 - projet de 2 vases de Sévres pour le troisième centenaire du rattachement des Antilles à la France - Collection du Musée Tavet-Delacour à Pontoise

## Expositions
- 1913 - Exposition de 70 paysages d’Italie et de Sicile à la galerie Devambez au 43, boulevard Maleherbes, du 8 au 22 janvier - Catalogue Préfacé par Henry Bérenger[70].
- 1915 - figure à l'Exposition internationale Panama-Pacific de San Francisco ;
- 1919 - Exposition de 67 dessins et peintures de guerre à la galerie Georges Petit ;
- 1924 - Exposition des Artistes Français du Groupe de l'Érable au Québec. Georges Leroux Expose 12 de ses œuvres en compagnie d' autres Artistes Français ; : Charles Hoffbauer, Émile Aubry, Paul Sieffert, George Desvallières, Auguste Leroux, Paul Albert Laurens, Henri Dabadie, André Devambez, Louis Jourdan  et al.[71];.
- 1924 - Exposition de Dessins aquarelles et peintures à la Galerie Adolphe Le Goupy ; Catalogue préfacé par Louis Hautecœur[72].
- 1928 - Exposition Georges Leroux, Panneaux décoratifs, paysages : Italie, Provence, Savoie, Jardins Français à la Galerie Charpentier à Paris du 10 au 25 mars 1928[73]. Catalogue avec une préface de Paul Arbelet ;
- 1932 - Exposition Georges Leroux du 7 au 21 janvier 1932 à la Galerie Charpentier, Paris. Catalogue préfacé par Henri Focillon ;
- 1933 - Exposición de arte francés contemporáneo, du 11 avril 1933 au 31 mai 1933, Madrid, Museo Nacional de Arte Moderno ;
- 1935 - Exposition de 18 Dessins à Québec (salle du Palais Montcalm), puis à Montréal. Voir article de M. Gérard Morisset[74];
- 1949 - Exposition Paysages et Fleurs à Lyon, inaugurée par Pierre Massenet, préfet du Rhône (département) ;
- 1956 - Exposition de paysages de Provence à la galerie Muratore à Nice (Alpes-Maritimes) du 4 au 18 février 1956 ;
- 1967 - Exposition rétrospective de son œuvre à la Société des artistes français pour le dixième anniversaire de sa mort ;
- 1995 - 302e Régiment d'Infanterie : Un Régiment Percheron et Beauceron par Georges Leroux (1877-1957) - 8 avril - 19 mai 1995 ; Musée du Château Saint-Jean à Nogent-le-Rotrou. Importante rétrospective de ses œuvres de guerre[75]
- 2014 - Exposition à Rome, à la Galleria d'Arte Moderna di Roma, Via Francesco Crispi 24, d’une grande peinture de Georges Leroux : La promenade du Pincio, restaurée pour l’exposition [76](en couverture du catalogue de l’exposition)[77]
- 2018 - Exposition au musée des beaux-arts de Chartres :  le 302e RI, dessins par Georges Leroux (Exposition dans le cadre d'ART'mistice) du 10 novembre 2018 au 6 janvier 2019[78].

## Collections publiques
- Le Musée départemental de l'Oise (Beauvais), possède environ 15 œuvres de Georges Leroux[79]. (La plupart sont des peintures provenant du don fait en 1974 par Madame Massenet, nièce du peintre, aux musées français.)
- Le Musée Alphonse-Georges-Poulain à Vernon (Eure), possède environ 19 œuvres de Georges Leroux. (ce sont des œuvres provenant du don fait en 1974 par Madame Massenet, nièce du peintre, entrées au Musée de Vernon en 1980).
- Le Musée des beaux-arts de Chartres possède dans ses collections de très nombreux dessins effectués par Georges Leroux sur le front pendant la Première Guerre mondiale (notamment 120 portraits de soldats de son régiment : le 302e R.I.)[80], ainsi que des photos et documents.
- Le Musée des beaux-arts de Montréal possède dans ses collections, 10 dessins de Georges Leroux, réalisés lors de son séjour au Canada. (Mission pour le quatrième centenaire de la découverte du Canada par Jacques Cartier. Montréal - 1934)[81]. don de Mme Pierre Massenet, nièce de l'artiste en 1975.
- Le Musée national d'Art moderne - Centre Georges-Pompidou - possède dans ses collections 19 dessins, 2 projets d’affiches et 1 huile de Georges Leroux[82] ; Don de Mme Pierre Massenet, nièce de l'artiste en 1975.
- Le Musée Tavet-Delacour à Pontoise - possède de nombreuses œuvres sur papier ainsi que des carnets de dessins de Georges Leroux, donnés par sa nièce, Mme Pierre Massenet en 1973.
- Le Museo di Roma (Palazzo Braschi) possède un grand tableau restauré en 2014 à l'occasion de l'exposition « Artisti dell’Ottocento : Temi e Riscoperte »), La Promenade du Pincio à Rome, huile sur toile, 210 x 431 cm.
- L'Ambassade d'Italie en France possède également  Le retour de vendange en Toscane (San Gimignano), huile sur toile,130 x 196 cm
- Le Musée des beaux-arts de Brest présente plusieurs de ses œuvres [29]:
  - Villa (Médicis) de la fenêtre, Rome, 1909, huile sur toile, 50,5 × 80 cm[83],
  - Les jardins de Tivoli, huile sur toile, 59 × 81 cm[84],
  - Villa Adriana, triptyque sur toile, centre 55 × 150 cm - gauche 55 × 33 cm - droite 55 × 33 cm[85],[86],[87],
  - Calme du matin (Jardin du Luxembourg), huile sur toile, 113 × 162 cm[88],
  - Atelier de peinture avec modèle, huile sur toile, 55 × 73 cm[89]